# Sarphatipark 59-61
Het gebouw Sarphatipark 59-61 bestaat uit een dubbel herenhuis aan het Sarphatipark (noordzijde) in De Pijp te Amsterdam-Zuid.
De huizen zijn ontworpen door M.H.G. ten Cate, zich architect noemende. De bouwtekening vermeldde dat ze op kosten van de heer ten Cate gebouwd zijn. De gebouwen zijn opgetrokken in een eclectische bouwstijl en zijn ruim van opzet. De twee panden zijn in spiegelbeeld gebouwd. In de 20e eeuw is er echter een klein verschil te constateren. De derde etage van gebouw heeft haar uitstekend balkon zoals op de tekening aangegeven, nummer 61 niet (alleen hekje).
WIZO Nederland, een Joodse liefdadigheidsinstelling was hier een aantal jaren gevestigd. Rond 2000 was er een huisartsenpraktijk gevestigd.

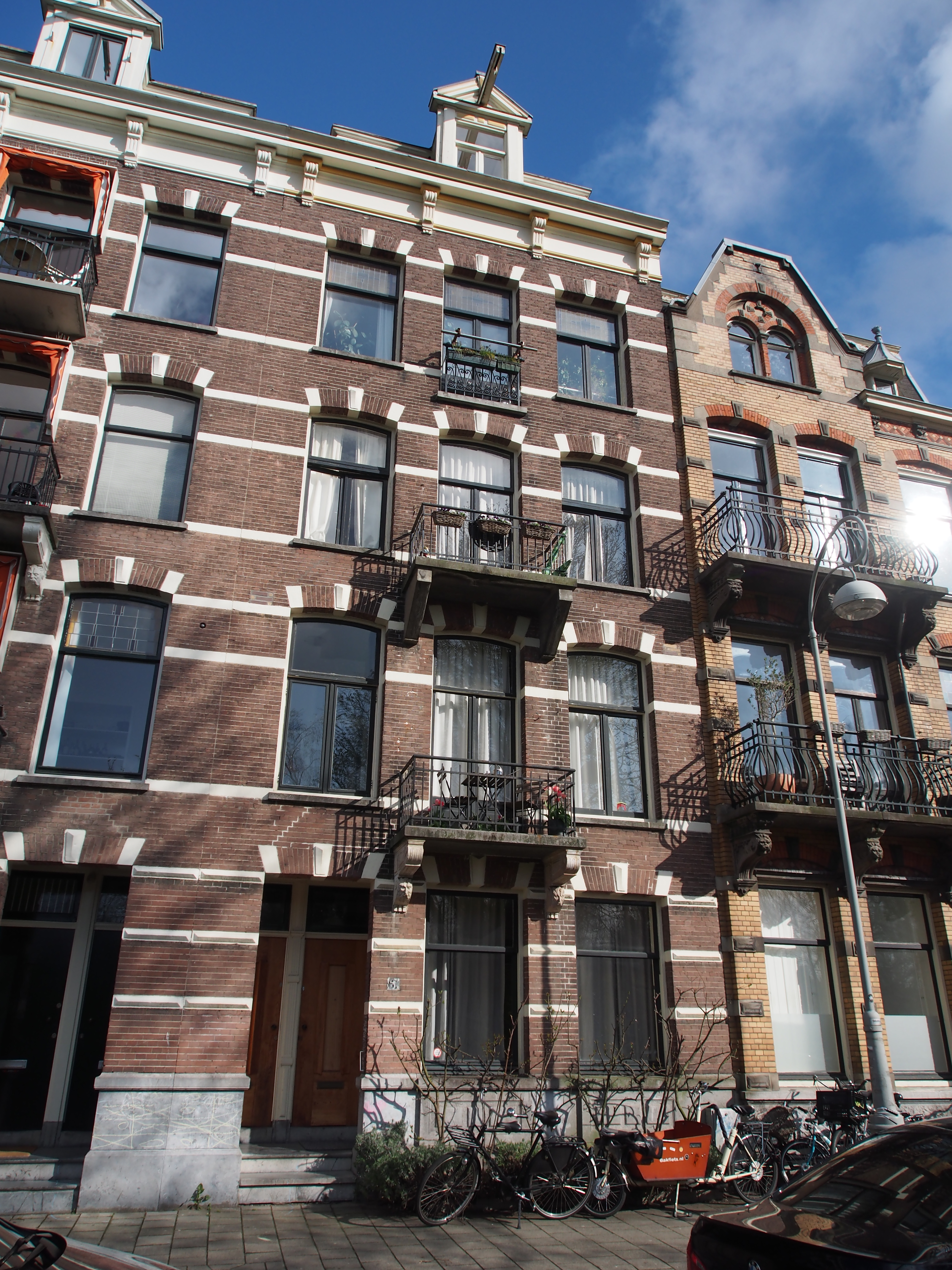
Sarphatipark 61 in april 2016